# 黎晓英
黎晓英（？—），女，汉族，中华人民共和国政治人物。现任民进中央委员、参政议政部部长。第十四届全国政协委员。